# 谢璞
谢璞（4世紀—？），字景山，陈郡阳夏人，谢安的孙子，谢瑶的儿子，谢该、谢模、谢澹的兄弟。
谢璞幼年的时候就事父母孝顺、对兄弟友爱，谢安非常赏识喜爱他，最终官至给事黄门侍郎、散骑常侍、光禄勋。谢璞的夫人出自太原王氏，是王坦之之女，谢璞有子谢涛。
谢璞的堂兄弟谢混与刘毅关系很好，谢澹常常为此感到担心，逐渐疏远了谢混，谢澹常常对弟弟谢璞、堂侄谢瞻说：“谢混这样的性格，迟早会家破人亡。”义熙八年（412年）谢混因是刘毅的党羽而被杀，朝廷因为谢澹之前所说的话，没有株连谢澹。